# Saya no Uta
Saya no Uta is een erotisch horrorspel dat is geproduceerd door Nitroplus en geschreven door Gen Urobuchi. De visuele roman werd in Japan uitgebracht op 26 december 2003.

## Verhaal
Fuminori is de enige overlevende van een auto-ongeluk waarbij hij en zijn ouders betrokken waren, maar loopt een hoofdletsel op waarvoor een hersenoperatie noodzakelijk is. Hij ontwikkelt daarna een ernstige vorm van agnosie die permanent invloed heeft op de manier waarop hij zijn omgeving waarneemt: de wereld lijkt bedekt met bloed en vlees, mensen lijken op monsterlijke vleesklompen, gesproken woorden klinken als gekrijs, normale maaltijden smaken walgelijk. Fuminori overweegt zelfmoord tot hij Saya ontmoet, een misvormd, vleesetend wezen. Haar afschuwelijke uiterlijk drijft een normaal persoon tot waanzin, maar Fuminori ziet haar als een jong meisje, gekleed in het wit. Fuminori, die wanhopig op zoek is naar iets dat menselijk lijkt, en Saya, die verbaasd is van Fuminori's reactie, worden geliefden en gaan samenwonen. Uiteindelijk worden ze sterk afhankelijk van elkaar en stoot Fuminori zijn sociale kring steeds meer af.

## Personages
Fuminori Sakisaka (匂坂 郁紀, Sakisaka Fuminori)
Stemacteur: Hikaru Midorikawa
De protagonist van het verhaal. Als student geneeskunde raakt hij betrokken bij een bijna fataal verkeersongeval waarbij zijn ouders om het leven komen. Na een hersenoperatie ziet hij de wereld alleen nog als vlees en bloed. Doorheen het verhaal wordt Fuminori steeds meer kwaadaardiger en onzedelijker.

Saya (沙耶)
Stemacteur: Naoko Takano
Saya is een wezen uit een andere dimensie dat in dit universum is gekomen met als enige doel om zich voort te planten. Ze heeft geen herinneringen aan haar verleden en laat zich alleen leiden door haar instincten. Door Fuminori's toestand ziet hij haar als een jong meisje in een witte jurk. In werkelijkheid is ze een soort amorfe tentakelachtige wezen.

Koji Tonoh (戸尾 耕司, Tonoo Kōji)
Stemacteur: Yasunori Matsumoto
Een vriend van Fuminori. Na Fuminori's ongeluk probeert hij hem te helpen met het opnieuw integreren in het normale leven, maar ontdekt later dat Fuminori niet meer te redden valt en probeert hem en Saya te vermoorden.

Omi Takahata (高畠 青海, Takahata Ōmi)
Stemacteur: Hyo-sei
Kōji's vriendin en Yoh's beste vriend. Nadat Fuminori Yoh ongevoelig afwees, gaat Omi naar Fuminori's huis om hem te confronteren, waar ze wordt vermoord door Saya. Haar verminkte resten worden in de koelkast geplaatst als voedsel voor Saya en Fuminori.

Yoh Tsukuba (津久葉 瑤, Tsukuba Yō)
Stemacteur: Mio Yasuda
Een vriendin van Fuminori die verliefd op hem is. Sinds zijn ongeluk is ze bezorgd door zijn plotselinge verandering in gedrag.

Ryoko Tanbo (丹保 凉子, Tanbo Ryōko)
Stemacteur: Mitsuki Saiga
De arts die verantwoordelijk is voor Fuminori. Ze krijgt het vermoeden dat Fuminori iets verbergt tijdens zijn routinecontroles.

Yosuke Suzumi (鈴見 洋祐, Suzumi Yōsuke)
Stemacteur: Masayuki Onizawa
Een van Fuminori's buren. Hij leidt een normaal leven met zijn vrouw en dochter, totdat Saya zijn hersenen aantast en, net zoals Fuminori, zijn omgeving ziet als vlees en bloed. Yosuke wordt echter onmiddellijk krankzinnig en vermoordt zijn familie (die hij nu als afschuwelijke monsters ziet) voordat hij Saya verkracht. Fuminori vermoordt hem uit wraak.

Masahiko Ogai (奥涯 雅彦, Ōgai Masahiko)
Een voormalig professor aan het universitair ziekenhuis die verdween na een voorval in het ziekenhuis. Zowel Saya (die hem “vader” noemt) als Ryoko hebben hem in het verleden tevergeefs proberen te vinden.

## Vertalingen
In 2009 verscheen een onofficiële Engelse vertaling van het spel, JAST USA publiceerde een vernieuwde versie van de vertaling officieel onder de naam The Song of Saya in 2013. 
Een Chinese versie is gepubliceerd door JAST USA en Kagura Games in 2019. Deze versie is gecensureerd wegens de censuurwetten voor pornografie in China.

## Bewerkingen
Een driedelig stripboek, onder de naam Song of Saya, werd gepubliceerd door IDW Publishing tussen februari en april in 2010. Het is een verwesterse versie van het verhaal en kreeg veel kritiek voor veranderingen en het vermijden van de zwaardere elementen in het verhaal.
Een speelfilmadaptatie was in productie bij Sav! The World Productions, maar sinds 2017 is er geen nieuws meer gedeeld.

## Ontvangst
Richard Eisenbeis schreef in Kotaku "Het staat bekend als een van de meest weerzinwekkend games ooit uitgebracht",  maar prijst de manier waarop het spel de speler laat sympathiseren met de personages: "Maar misschien is het meest fascinerende aan The Song of Saya is dat het op de een of andere manier in slaagt om, met alle verschrikkingen die het opvoert, toch het afschuwelijke mooi te maken." 
Volgens Gen Urobuchi ontstond er meer interesse in Saya no Uta door de populariteit van zijn animeserie Puella Magi Madoka Magica, zodanig dat Saya no Uta "minstens evenveel geld opleverde als een nieuw spel."